# 348-й истребительный авиационный полк
348-й истребительный авиационный полк (348-й иап) — воинская часть Военно-воздушных сил (ВВС) Вооружённых Сил РККА, принимавшая участие в боевых действиях Великой Отечественной войны.

## Наименования полка
За весь период своего существования полк несколько раз менял своё наименование:
- 84-й «А» истребительный авиационный полк
- 348-й истребительный авиационный полк
- 743-й истребительный авиационный полк
- 743-й истребительный авиационный полк ПВО
- 743-й истребительный авиационный полк
- Войсковая часть Полевая почта 15463

## Создание полка
348-й истребительный авиационный полк сформирован переименованием 84-го «А» истребительного авиационного полка 20 августа 1941 года на основании Директивы Генерального штаба
| И-15 бис | И-153 | И-16 |

## Переименование полка
348-й истребительный авиационный полк 10 января 1942 года переименован в 743-й истребительный авиационный полк.

## В действующей армии
В составе действующей армии:
- с 23 ноября 1941 года по 14 января 1942 года.

## Командиры полка
- капитан Плясов Сергей Харитонович[3], 20.08.1941 — 03.11.1941
- майор Гарбарец Григорий Тимофеевич[3], 03.11.1941 — 01.01.1942
- капитан Иванов Сергей Александрович[3], 10.01.1942 — 14.01.1942

## В составе соединений и объединений
| Период        | Фронт (округ)              | армия          | дивизия                             | примечание |
| ------------- | -------------------------- | -------------- | ----------------------------------- | ---------- |
| 20.08.1941 г. | Закавказский военный округ | ВВС округа     | 135-я смешанная авиационная дивизия | И-153      |
| 23.08.1941 г. | Закавказский фронт         | ВВС фронта     | 135-я смешанная авиационная дивизия | И-153      |
| 01.10.1941 г. | Закавказский фронт         | ВВС 44-й армии | 135-я смешанная авиационная дивизия | И-153      |
| 30.12.1941 г. | Кавказский фронт           | ВВС 44-й армии | 135-я смешанная авиационная дивизия | И-153      |
| 14.01.1942 г. | Кавказский фронт           | ВВС 44-й армии | 135-я смешанная авиационная дивизия | И-153      |

## Участие в операциях и битвах
- Боевые действия в Северном Иране — с 25 августа 1941 года по 28 августа 1941 года

Прикрытие частей 54-й танковой и 76-й горнострелковой дивизий при движении на направлении Джульфы, Еваглю, Маранат, выполнение разведывательных полётов с бомбометанием по скоплению иранских войск, уничтожение авиации на аэродромах.
- Бои на Крымском полуострове — с октября 1941 года по 14 января 1942 года

## Лётчики-асы полка
| Фамилия, имя отчество     | Награды | Сбито самолётов | Примечание                                                                    |
| ------------------------- | ------- | --------------- | ----------------------------------------------------------------------------- |
| Костиков Николай Иванович |         | 6+0             | в полку с ноября 1941 по октябрь 1942                                         |
| Ковалёв Николай Иванович  |         | 9 + 3           | Боевых вылетов: 370; воздушных боев: 82, лётчик полка: август 1941 — май 1942 |
| Петухов Сергей Михайлович |         | 8 + 2           | Боевых вылетов: 225, лётчик полка: с ноября 1941 по май 1942                  |

## Итоги боевой деятельности полка
В составе 135-й сад ВВС Закавказского фронта принимал участие в операции по занятию советскими войсками территории Северного Ирана на самолётах И-153. Выполнено 157 боевых вылетов.

## Самолёты на вооружении
| Период      | Самолёты |
| ----------- | -------- |
| 1941 — 1942 | И-153    |